# Carolina Liar
I Carolina Liar sono un gruppo rock statunitense formatasi a Los Angeles. Tutti i membri della band sono originari della Svezia fatta eccezione per il cantante Chad Wolf originario di Charleston in Carolina del Sud

## Formazione
- Chad Wolf – voce e chitarra
- Johan Carlsson – tastiera
- Jim Almgren Gândara – chitarra
- Rickard Göransson – chitarra
- Max Grahn – batteria
- Erik Hääger – basso

## Discografia

### Album
- 2008 - Coming to Terms
- 2011 - Wild Blessed Freedom

### Singoli

#### Come artisti principali
| Anno | Titolo                       | US  | US Alt | Official Singles Chart | IRMA | Album           |
| ---- | ---------------------------- | --- | ------ | ---------------------- | ---- | --------------- |
| 2008 | I'm Not Over                 | 119 | 3      | -                      | -    | Coming to Terms |
| 2008 | Show Me What I'm Looking For | 69  | 28     | 31                     | 6    | Coming to Terms |
| 2009 | Beautiful World              | -   | -      | -                      | -    | Coming to Terms |

#### Come artisti ospiti
- 2024 – Smile (Martin Garrix feat. Carolina Liar)

## In TV
- Jimmy Kimmel Live! (12 giugno 2008)[4]
- 90210 (Episodio 1x15 - Aiutami Rhonda, Help me Rhonda)[4]
- The Ellen DeGeneres Show (6 maggio 2009)[4]

## Colonne sonore
- Beautiful World è stata usata nell'ultimo episodio (Molto terrore per nulla) della prima stagione della serie televisiva Gossip Girl.
- California Bound è stata usata nel primo episodio della serie televisiva 90210. In seguito è stata usata nel primo episodio della serie (I ragazzi di Beverly Hills, We're Not in Kansas Anymore) ed il gruppo è comparso nel quindicesimo episodio della stessa serie (Help me Rhonda) suonando Show me what I'm Looking For e I'm Not Over[4].
- Coming to Terms è stata usata per promuovere la sesta stagione di One Tree Hill. "When You Are Near" e "Simple Life" sono poi state usate rispettivamente nel secondo (One Million Billionth of a Millisecond on a Sunday Morning) e ottavo (Our Life Is Not a Movie or Maybe) episodio della stessa serie[5].
- Last Night e I'm Not Over sono state usate nella serie televisiva Greek - La confraternita.
- I'm Not Over è presente nella colonna sonora del film What Happens in Vegas[4].
- I'm Not Over è stata usata in un episodio della serie televisiva King of the Hill.
- I'm Not Over è stata usata nel primo episodio (Whap) della serie televisiva Harper's Island[4].